# الرداد (إب)

تعديل مصدري - تعديل

الرداد محلة تابعة لقرية الضبرة، التابعة لعزلة الروس بمديرية إب إحدى مديريات محافظة إب في الجمهورية اليمنية.، بلغ تعداد سكانها 37 حسب تعداد اليمن لعام 2004.